# キャロル・ルイス
キャロル・ルイス（Carol Lewis、1963年8月8日 - ）は、アメリカ合衆国の陸上競技女子走幅跳選手。

## 主な成績
- 1983年 ヘルシンキ世界選手権 3位（7m04）
- 1984年 ロサンゼルスオリンピック 9位（6m43）
- 1988年 ソウルオリンピック 13位予選落ち（6m47）

## プロフィール
- 1980年代を通じて世界の陸上競技界を席巻したカール・ルイスの実妹であり、兄と同じく名伯楽トム・テレツコーチの指導により素質を開花させた。
- 1983年の第1回世界陸上ヘルシンキ大会では銅メダルを獲得し、3つの金メダルを獲得した兄と共に兄妹でメダリストとなった。
- 1980年パンアメリカンジュニア選手権では100mハードルで銀メダル、1981年夏季ユニバーシアードでは4×100mリレーのメンバーとしてベニータ・フィッツジェラルドらと共に金メダルを獲得している。